# Deamia
Deamia es un género de plantas suculentas perteneciente a la familia Cactaceae. Algunas de sus especies estaban incluidas en los géneros Selenicereus y Strophocactus.

## Descripción
El género está compuesto por cactus epífitos o litófitos, de hábito colgante, trepador o rastrero, que se desarrollan sobre árboles o superficies rocosas. Los tallos normalmente miden de 0.1 a 1.5 m de largo (pudiendo llegar hasta los 10 m en el caso de Deamia funis), son articulados y están formados por segmentos. A menudo están cubiertos por una cera cuticular dura y quebradiza. 
Presentan de 3 a 8 costillas delgadas (generalmente aladas) y a lo largo de sus tallos, emiten raíces adventicias que les permiten anclarse al sustrato. Las areolas están provistas de 5 a 10 (o más) espinas, con longitudes de hasta 2.6 cm y en ocasiones acompañadas de cerdas o pelos. Las espinas suelen ser amarillentas o pardas y pueden oscurecerse con la edad.
Las flores son solitarias, fragantes y pueden presentar forma de embudo o de campana. Son de color blanco y llegan medir de 6 a 30 cm de largo, dependiendo de la especie. Los segmentos externos del perianto pueden ser blanquecinos, amarillentos o marrones, mientras que los internos son típicamente blancos. El estigma se sitúa a la altura de las anteras o ligeramente por encima y el pericarpelo lo tienen cubierto de espinas (algunas más finas, parecidas a pelos (tricomas) y más sinuosas o flexibles que otras).
Los frutos son rojos, aparecen cubiertos de espinas o brácteas y tienen forma globosa u ovoide. Miden de 1 a 6 cm y contienen en su interior una pulpa blanca, fragante y dulce.

## Distribución
El área de distribución nativa de este género se extiende desde el sur de México hasta América Central (concretamente en países como Belice, Costa Rica, El Salvador, Guatemala, Honduras y Nicaragua). Adicionalmente ha sido introducido en la India.

## Taxonomía
El género fue descrito por Nathaniel Lord Britton y Joseph Nelson Rose y publicado en The Cactaceae; descriptions and illustrations of plants of the cactus family 2: 212, f. 293, en 1920.

#### Etimología
Deamia: nombre genérico otorgado en honor al botánico y recolector de plantas estadounidense Charles Clemon Deam (1865 – 1953), quien envió la planta Deamia testudo desde Guatemala a Nathanael Lord Britton y Joseph Nelson Rose para su estudio.

## Especies aceptadas
Actualmente, el género consta de 4 especies aceptadas según Plants of the World Online (POWO):
| Imagen | Nombre científico                                    | Distribución                                                       |
| ------ | ---------------------------------------------------- | ------------------------------------------------------------------ |
|        | Deamia chontalensis (Alexander) Doweld, 2002         | Guatemala y suroeste de México                                     |
|        | Deamia funis Hammel y S.Arias, 2022                  | Nicaragua                                                          |
|        | Deamia montalvoae Cerén, J.Menjívar y S.Arias, 2018  | El Salvador, Guatemala y sureste de México                         |
|        | Deamia testudo (Karw. ex Zucc.) Britton y Rose, 1920 | Belice, Costa Rica, Guatemala, Honduras, Sur de México y Nicaragua |